# 200 největších Izraelců
200 největších Izraelců je název internetového hlasování, které v roce 2005 podnikl izraelský internetový zpravodajský portál Ynet. Na prvním místě se umístil a vítězem hlasování se stal bývalý izraelský premiér Jicchak Rabin, který byl v roce 1995 zabit při atentátu. Do první desítky se kromě politiků dostali též první izraelský astronaut Ilan Ramon či první dáma izraelského zpěvu Na'omi Šemer. Mezi největší Izraelce se dostalo i několik příbuzensky spřízněných osob. Jedná se o již zmíněného premiéra Rabina a jeho manželku Leu, premiéra Benjamina Netanjahua a jeho bratra Jonatana (zajímavostí je, že premiér skončil až za svým bratrem), hudebníka Aviva Geffena a jeho otce Jonatana, či prezidenta Ezera Weizmana a jeho strýce Chajima. Hlasování se zúčastnilo zhruba 20 tisíc lidí.

## Největší Izraelci podle ankety
Výsledky jsou následující:

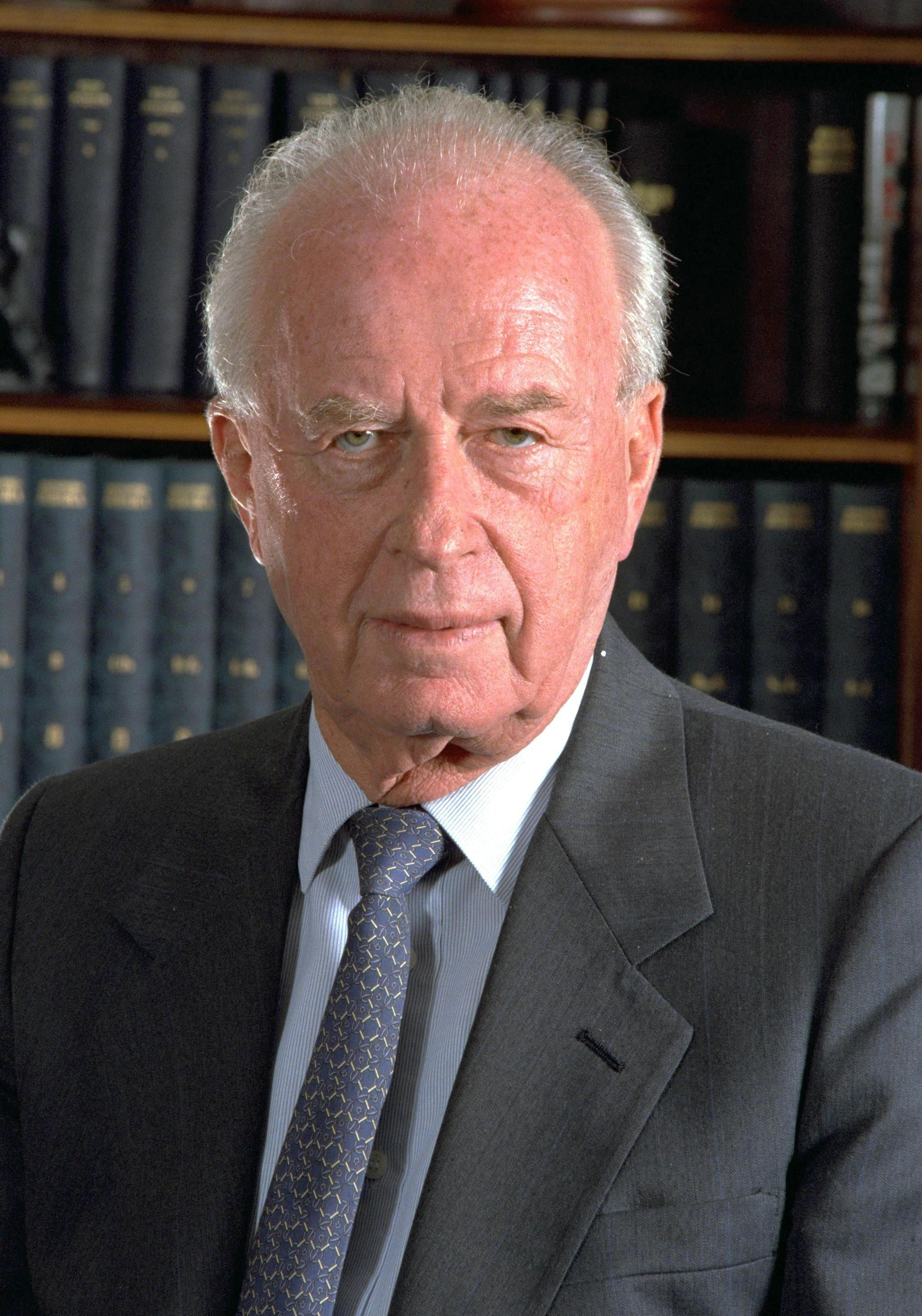
Jicchak Rabin, #1

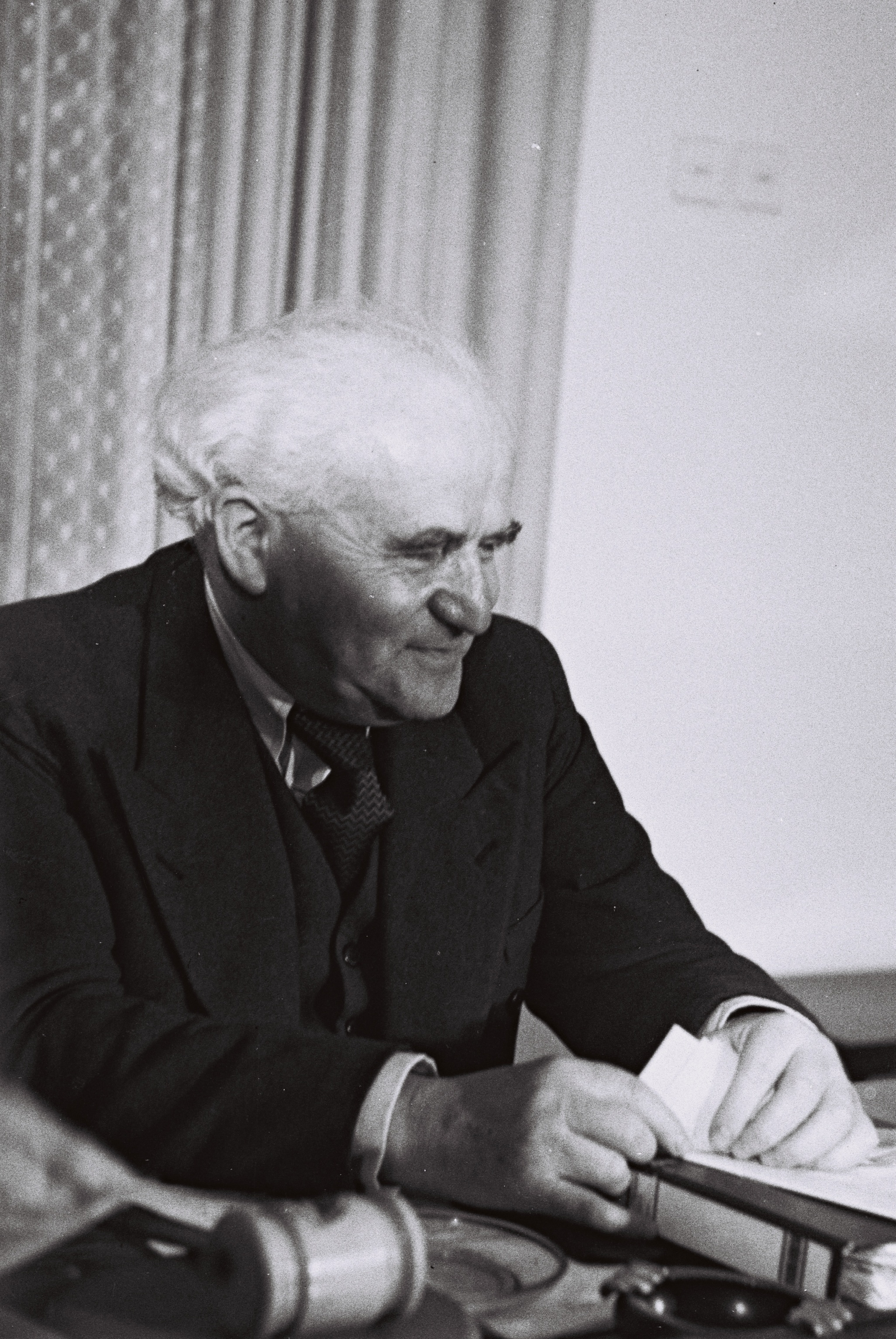
David Ben Gurion, #2

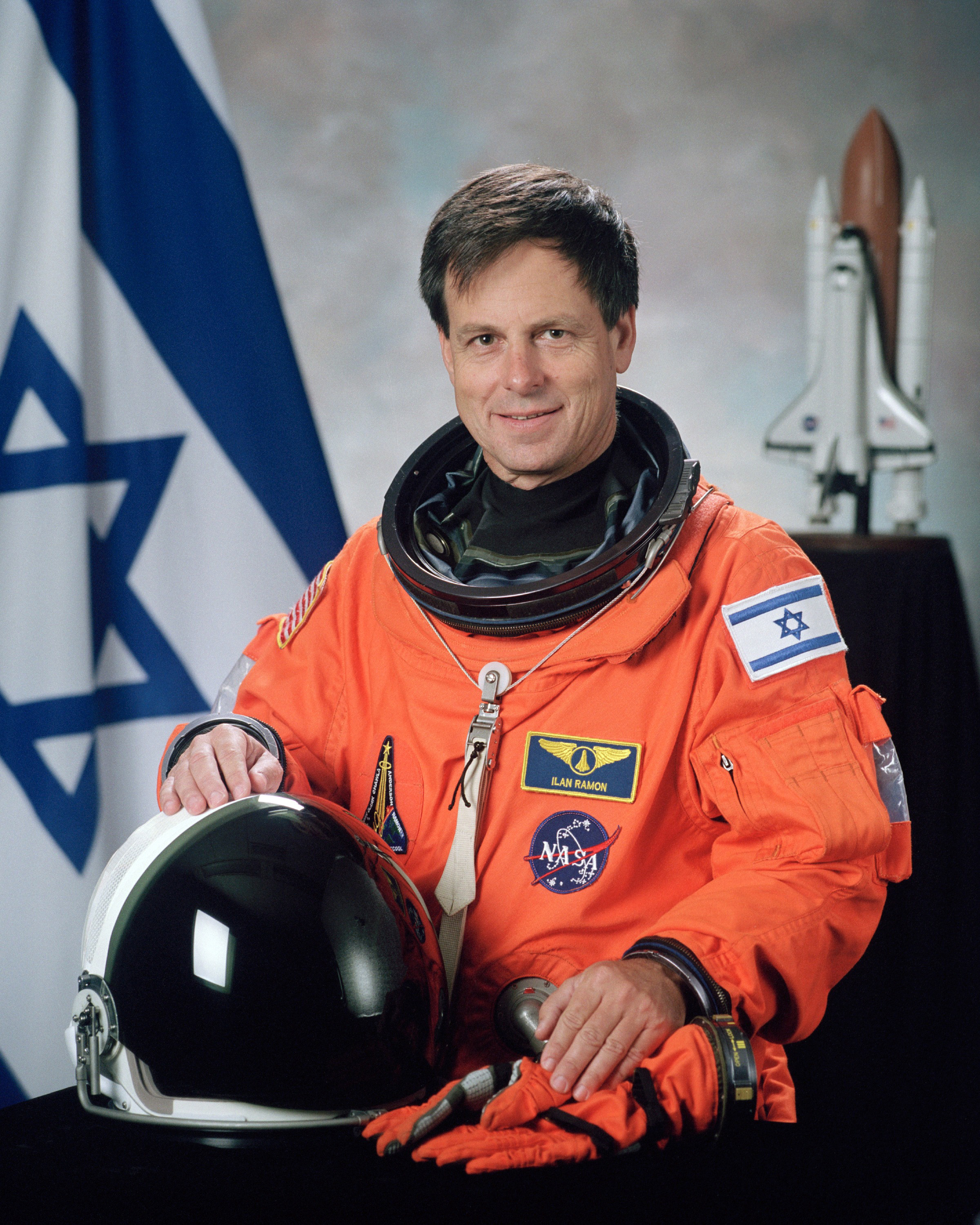
Ilan Ramon, #5

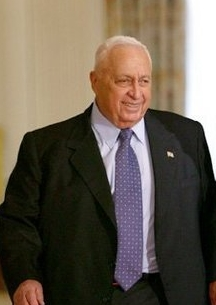
Ariel Šaron, #8

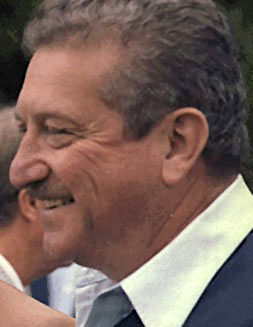
Ezer Weizman, #9

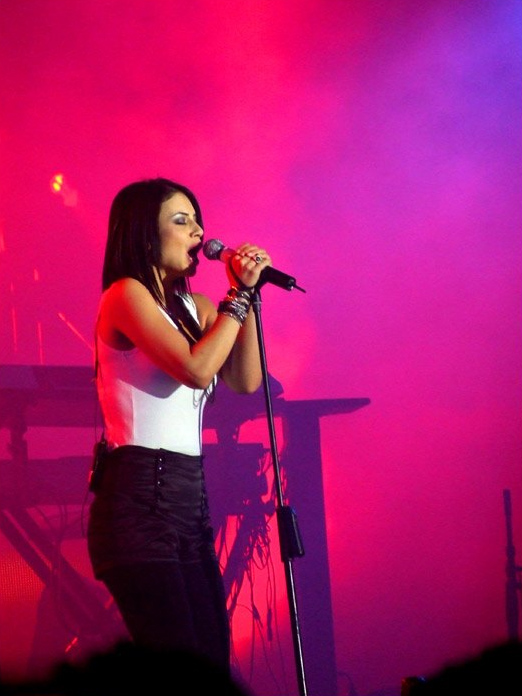
Ninet Tajib, #10

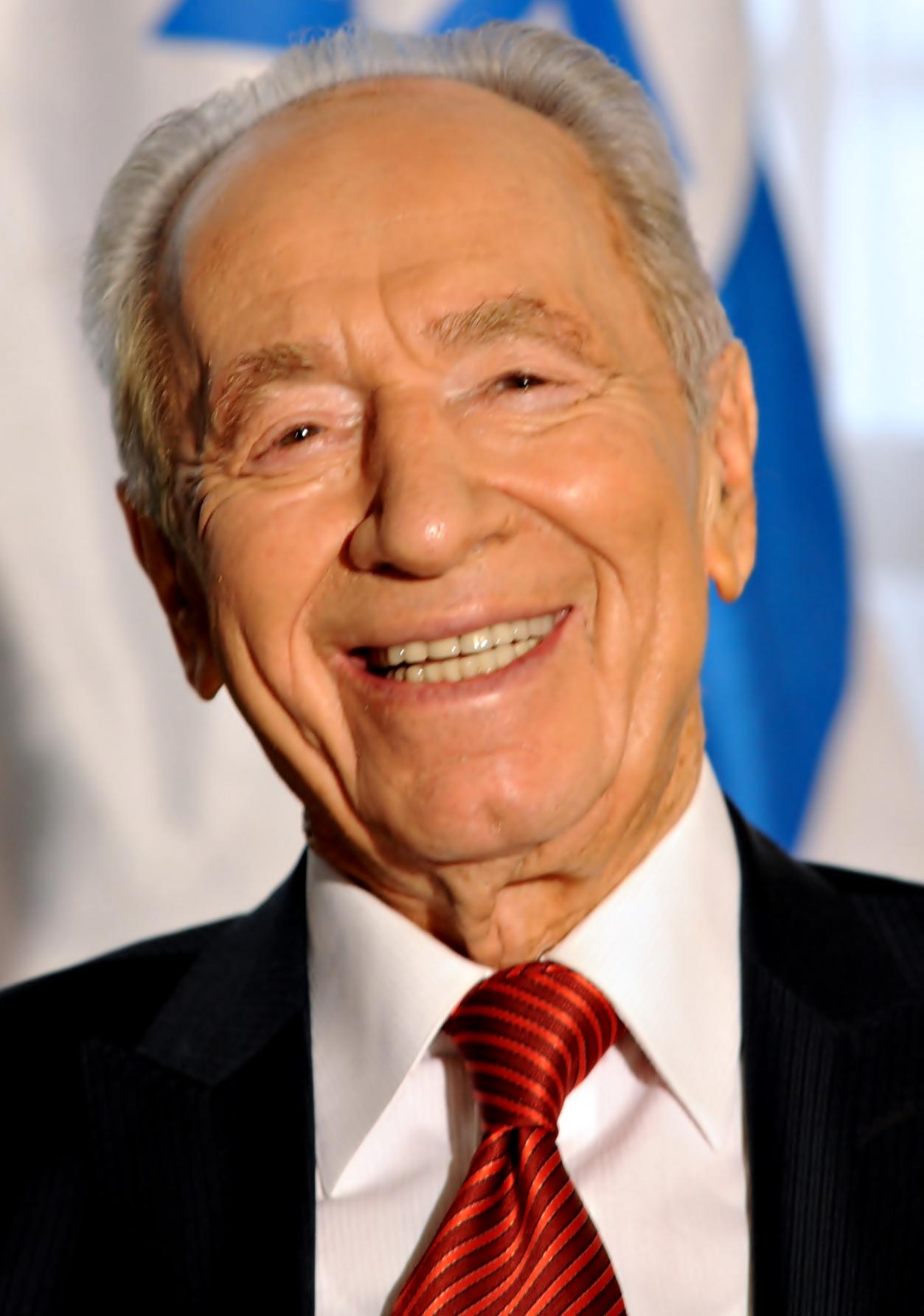
Šimon Peres, #11

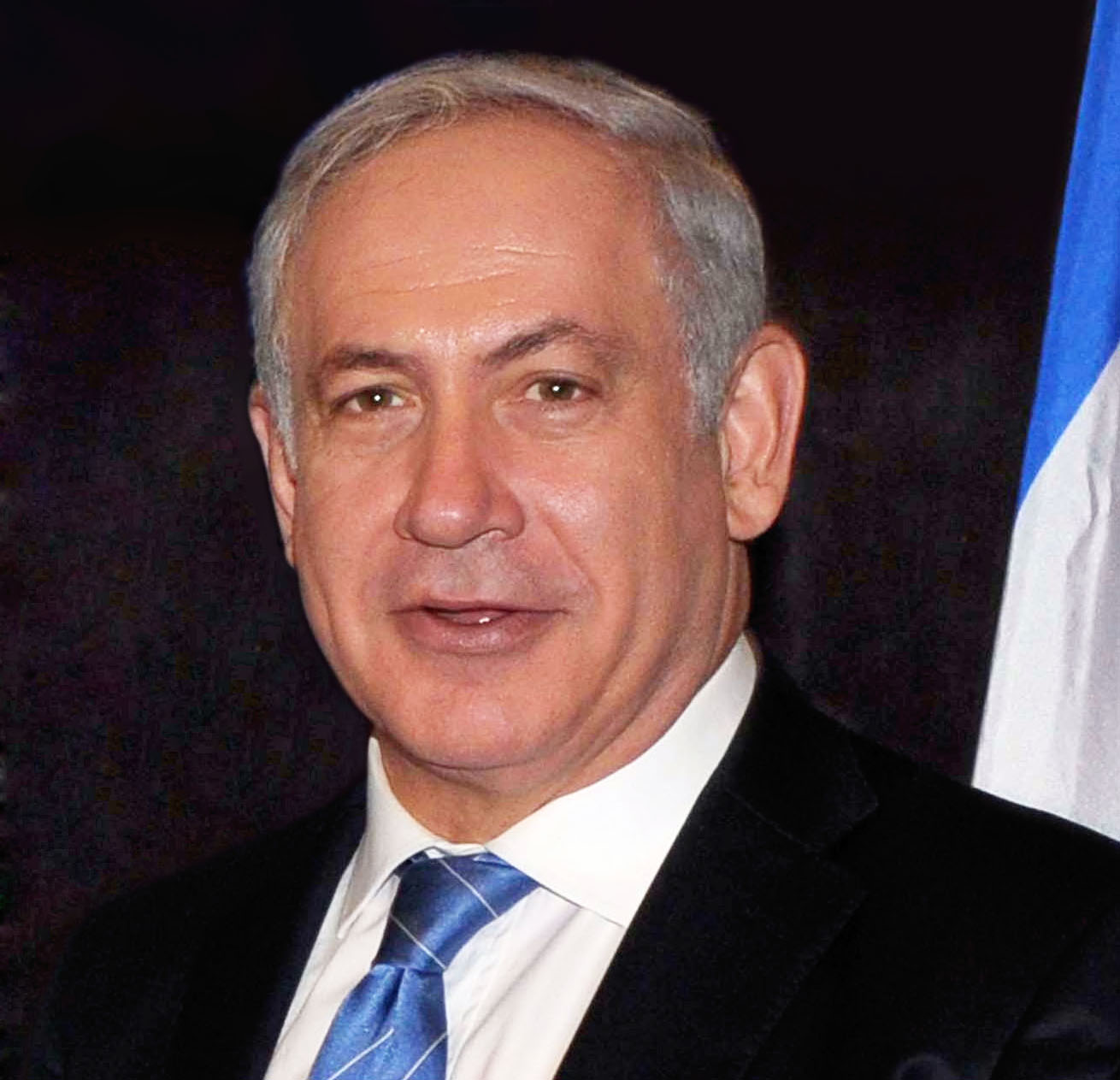
Benjamin Netanjahu, #18

Šmu'el Josef Agnon, #19

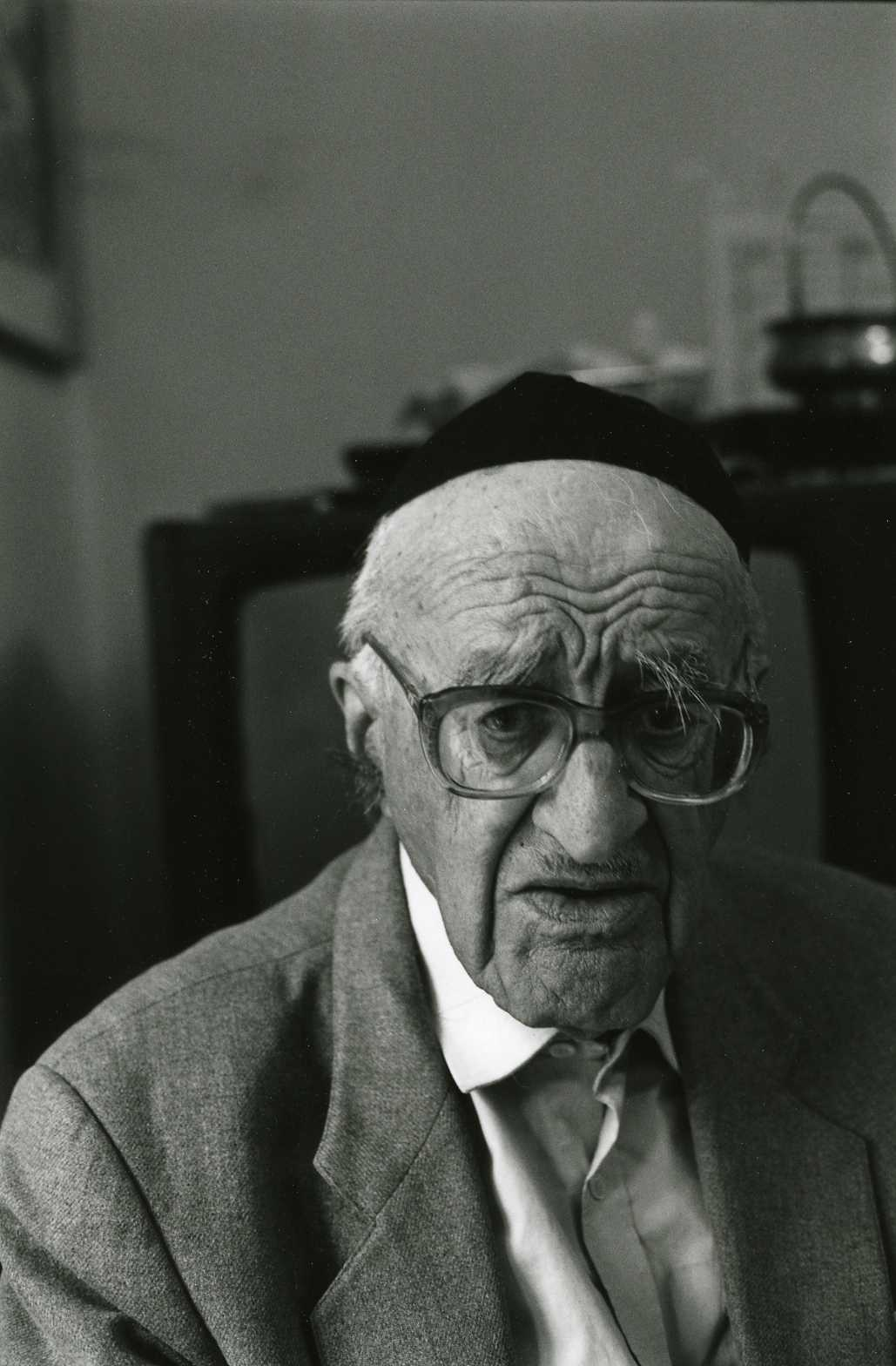
Ješajahu Leibowitz, #20

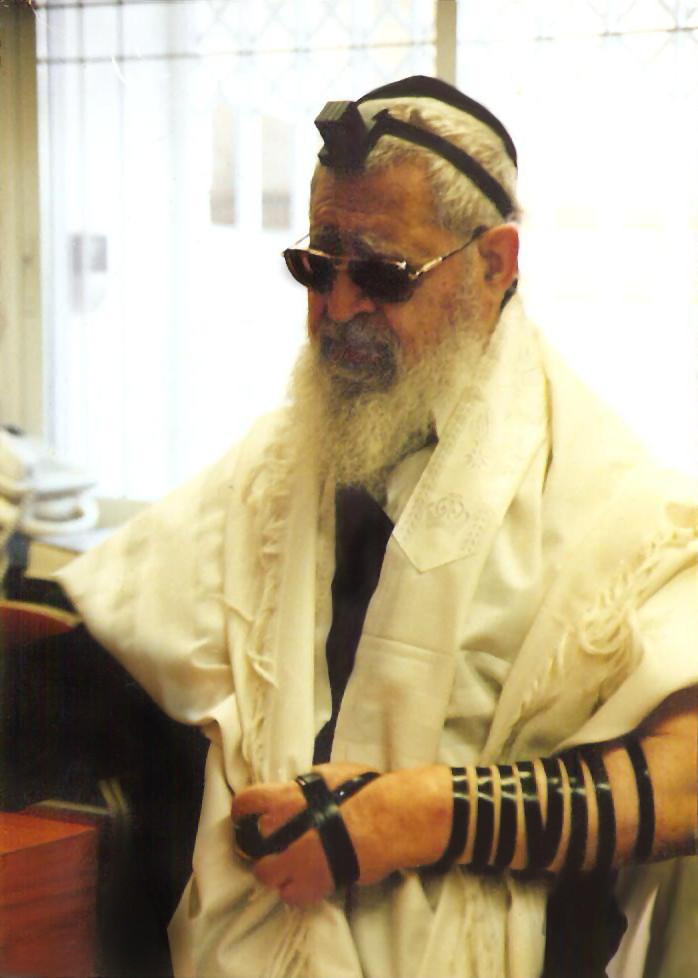
Ovadja Josef, #23

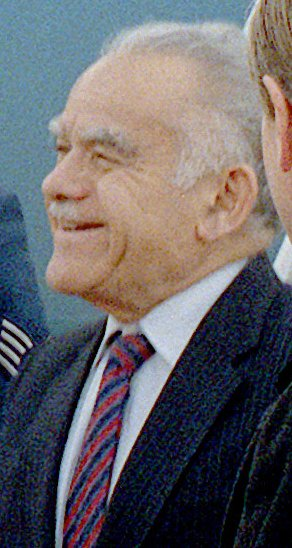
Jicchak Šamir, #29

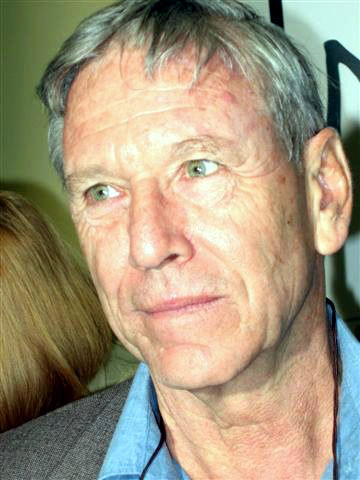
Amos Oz, #41

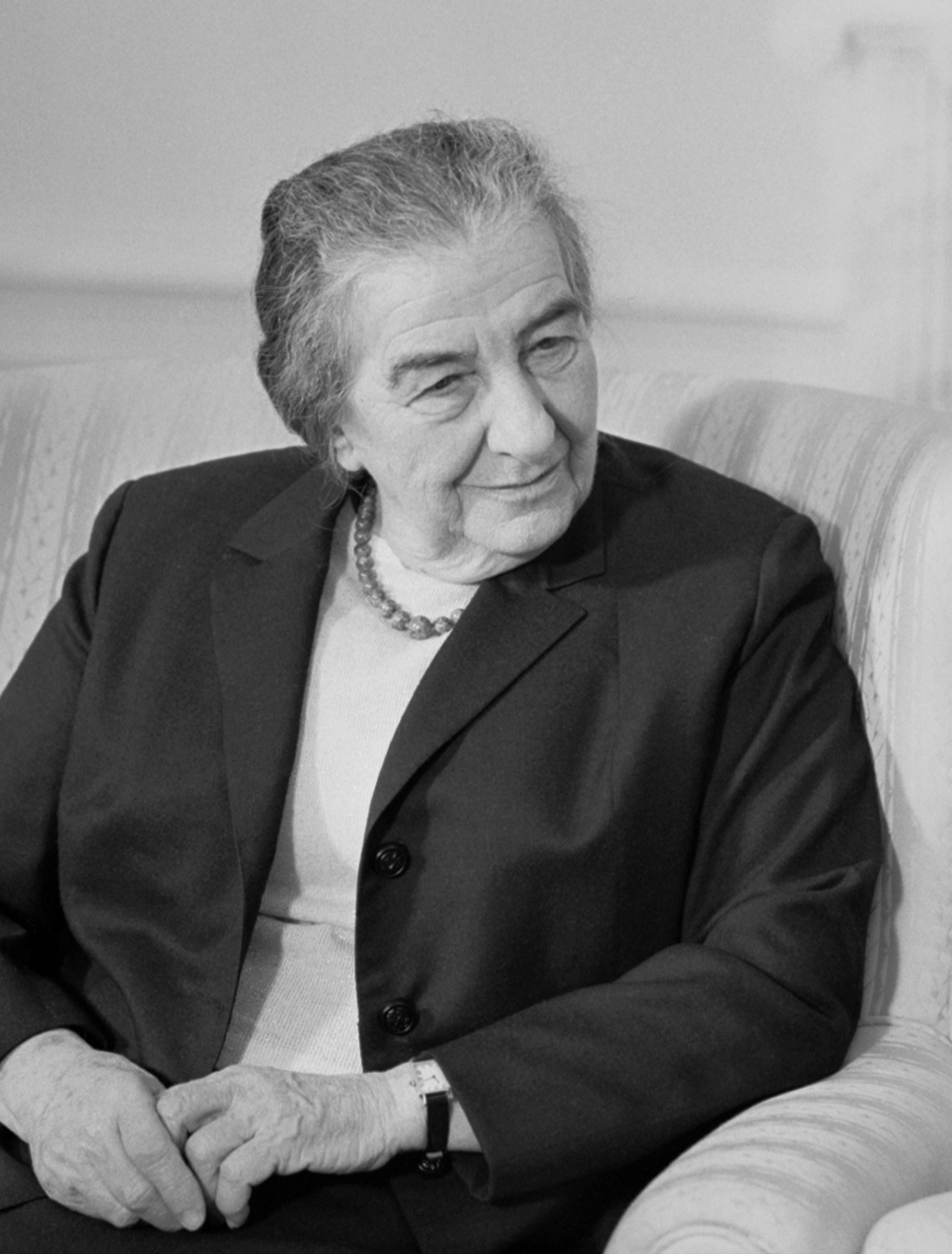
Golda Meirová, #75

1. Jicchak Rabin (1922–1995), premiér, náčelník Generálního štábu Izraelských obranných sil (IOS) a nositel Nobelovy ceny míru
2. David Ben Gurion (1886–1973), první premiér
3. Ehud Manor (1941–2005), autor písní a překladatel
4. Menachem Begin (1913–1992), premiér a nositel Nobelovy ceny míru
5. Ilan Ramon (1954–2003), bojový pilot Izraelského vojenského letectva a první izraelský astronaut
6. Na'omi Šemer (1930–2004), autorka písní a „izraelská první dáma zpěvu“
7. Rechav'am Ze'evi (1926–2001), politik a historik
8. Ariel Šaron (1928-2014), premiér a generál
9. Ezer Weizman (1924–2005), politik a prezident
10. Ninet Tajib (* 1983), pop rocková zpěvačka a herečka
11. Šimon Peres (1923-2016), prezident, premiér a nositel Nobelovy ceny míru
12. Ron Arad (* 1958), zbraňový důstojník Izraelského vojenského letectva
13. Jonatan Netanjahu (1946–1976), velitel elitní armádní jednotky Sajeret Matkal
14. Ze'ev Revach (1940–2025), herec a komik
15. Me'ir Har-Cijon (1934–2014), bojový pilot
16. Eli Jacpan (* 1965), televizní uvaděč a komik
17. Šlomo Arci (* 1949), zpěvák, textař a skladatel
18. Benjamin Netanjahu (* 1949), politik a premiér
19. Šmu'el Josef Agnon (1888–1970), spisovatel hebrejské literatury, nositel Nobelovy ceny za literaturu
20. Ješa'jahu Leibowitz (1903–1994), filosof a vědec
21. Efrajim Kišon (1924–2005), spisovatel, satirik, dramatik, scenárista a filmový režisér
22. Arik Einstein (1939–2013), zpěvák a textař
23. Ovadja Josef (1920–2013), vrchní rabín
24. Rafa'el Ejtan (1929–2004), náčelník Generálního štábu IOS a politik
25. Gal Fridman (* 1975), windsurfař a první Izraelec, který získal zlatou medaili na Olympijských hrách
26. Eli Kohen (1924–1965), špion
27. Jehoram Gaon (* 1939), zpěvák a herec
28. Ehud Banaj (* 1953), zpěvák a textař
29. Jicchak Šamir (1915–2012), politik a premiér
30. Tal Friedman (* 1963), herec a komik
31. Aaron Ciechanover (* 1947) a Avram Herško (* 1937), biologové a nositelé Nobelovy ceny za chemii
32. Ofra Haza (1957–2000), zpěvačka a herečka
33. Šajke Ofir (1929–1987), filmový herec, mim a komik
34. Me'ir Ariel (1942–1999), zpěvák a textař
35. Miki Berkovich (* 1954), basketbalista
36. Ja'ir Lapid (* 1963), novinář, spisovatel a televizní uvaděč
37. Cvika Hadar (* 1966), herec, komik a televizní uvaděč
38. Stef Wertheimer (1926–2025), podnikatel a průmyslník
39. Aharon Barak (* 1936), předseda izraelského Nejvyššího soudu
40. Eli Ohana (* 1964), fotbalový hráč a trenér
41. Amos Oz (1939–2018)), spisovatel, romanopisec a novinář
42. Me'ir Šalev (* 1948), spisovatel
43. Natan Alterman (1910–1970), básník, novinář a překladatel
44. Abie Natan (1927–2008), humanista a mírový aktivista
45. Chajim Weizmann (1874–1952), chemik, sionistický vůdce, prezident Světové sionistické organizace a první prezident
46. Keren Or Leybovitch (* 1973), plavec
47. Dana International (* 1972), zpěvačka, která v roce 1998 jako první transsexuálka v historii zvítězila na Eurovision Song Contest
48. Uri Zohar (* 1935), filmový režisér a herec
49. Šalom Hanoch (* 1946), zpěvák, textař a skladatel
50. Ari'el Ze'evi (* 1977), judista
51. Josi Banaj (1932–2006), umělec, zpěvák a dramatik
52. Abba Eban (1915–2002), diplomat a politik
53. Šlomo Goren (1917–1994), aškenázský vrchní rabín
54. Jisra'el Me'ir Lau (* 1937), aškenázský vrchní rabín Izraele
55. Dudu Topaz (1946–2009), herec a televizní uvaděč
56. Šari Arison (* 1957), podnikatelka
57. Šulamit Aloniová (1928–2014), politička a levicová aktivistka
58. Arje Deri (* 1959), vůdce strany Šas
59. Aviv Geffen (* 1973), rockový hudebník, zpěvák, textař, producent, klávesista a kytarista
60. Zohar Argov (1955–1987), zpěvák
61. Ehud Barak (* 1942), náčelník Generálního štábu IOS, politik a premiér
62. Hanoch Levin (1943–1999), dramatik
63. Tal Brody (* 1943), basketbalista
64. Ge'ula Kohenová (1925–2019), politička a novinářka
65. Jigal Alon (1918–1980), politik, úřadující premiér a velitel jednotek Palmach
66. Moni Mošonov (* 1951), herec a komik
67. Ralph Klein (1931–2008), basketbalista a trenér
68. Oded Kataš (* 1974), basketbalista a trenér
69. Gil Shwed (* 1969), programátor a podnikatel
70. Elazar Šach (1898–2001), roš ješiva Poněvežské ješivy a zakladatel strany Degel ha-Tora
71. Nahum Stelmach (1936–1999), fotbalista a manažer
72. Jonatan Gefen (* 1947), básník, dramatik, spisovatel, novinář a překladatel
73. Moše Dajan (1915–1981), vojevůdce a politik
74. Arje Eli'av (1921–2010), politik
75. Golda Meirová (1898–1978), politička a první premiérka
76. Jaron London (* 1940), novinář, básník a televizní uvaděč
77. Avraham B. Jehošua (* 1936), romanopisec, esejista a dramatik
78. Šošana Damari (1923–2006), zpěvačka a herečka
79. Chajim Javin (* 1932), televizní hlasatel
80. Uri Malmilian (* 1957), fotbalista a manažer
81. Pnina Rosenblum (* 1954), politička, modelka a podnikatelka
82. Jehuda Amichai (1924–2000), básník
83. Cvika Pick (* 1951), skladatel a básník
84. Avraham Even-Šošan (1906–1984), lingvista a lexikograf
85. Eli Hurvic (1932–2011), průmyslník
86. Levi Eškol (1895–1969), politik a premiér
87. Lea Goldbergová (1911–1970), básnířka a spisovatelka
88. Teddy Kollek (1911–2007), starosta Jeruzaléma
89. Linor Abargil (* 1980), modelka a Miss World
90. Chaim Topol (* 1935), divadelní a filmový umělec
91. Mati Kaspi (* 1949), skladatel, hudebník, zpěvák a textař
92. Chajim Revivo (1972), fotbalista a podnikatel
93. Chava Alberstein (* 1947), zpěvačka, textařka, skladatelka a herečka
94. Ejal Berkovic (* 1972), fotbalista
95. Jehuda Poliker (* 1950), zpěvák a textař
96. Netiva Ben Jehuda (* 1928), spisovatel a lexikograf
97. David Grossman (* 1954), spisovatel a esejista
98. Chana Maron (1923–2014), herečka
99. Me'ir Šamgar (* 1925), předseda Nejvyššího soudu
100. Moti Kirschenbaum (* 1939), novinář a hlasatel
101. Daniel Kahneman (* 1934), psycholog a nositel Nobelovy ceny za ekonomii
102. Gila Almagor (* 1939), herečka
103. Ja'el Aradová (* 1967), judistka a první izraelský olympijský medailista
104. Natan Jonatan (1923–2004), básník
105. Mordechaj Spiegler (* 1944), fotbalista a fotbalový manažer
106. Ilana Dajanová (* 1964), novinářka a hlasatelka
107. David El'azar, (1925–1976), náčelník Generálního štábu IOS
108. Jicchak Navon (1921-2015), prezident, dramatik a spisovatel
109. Dvora Omer (1932–2013), spisovatelka
110. Nachum Gutman (1898–1980), malíř, sochař a spisovatel
111. Daniel Barenboim (* 1942), pianista a skladatel
112. Moše Ivgy (* 1953), herec
113. Rifaat Turk (* 1957), fotbalista a první Arab v izraelském národním fotbalovém týmu
114. Ze'ev (1923–2002), karikaturista
115. Chajim Herzog (1918–1997), politik a prezident
116. Chajim Chefer (* 1925), textař
117. Zubin Mehta (* 1936), dirigent
118. Erez Tal (* 1961), hlasatel
119. Galila Ron-Feder Amit (* 1949), spisovatelka
120. Ida Nodel (* 1931), refusenik
121. Jicchak Sade (1890–1952), velitel Palmach a jeden ze zakladatelů IOS
122. Mordechaj Gur (1930–1995), náčelník Generálního štábu IOS
123. Avihu Medina (* 1948), zpěvák a textař
124. Zahi Armeli (* 1957), fotbalista
125. Ja'akov Peri (* 1944), ředitel Šin bet a podnikatel
126. Martin Buber (1878–1965), filosof, překladatel a pedagog
127. Esher Rot Šahamorovová (* 1952), atletka
128. Uri Avnery (1923–2018), novinář, levicový mírový aktivista a politik
129. Asaf Dajan (1945–2014), herec a filmový režisér
130. Jicchak Ben Aharon (1906–2006), politik
131. Sami Michael (* 1926), spisovatel a prezident Izraelské asociace lidských práv
132. Asa Kašer (* 1940), filosof a lingvista
133. Juval Ne'eman (1925–2006), voják, fyzik a politik
134. Tanhum Kohen-Minc (* 1939), basketbalový hráč
135. Jicchak Perlman (* 1945), houslista, skladatel a pedagog
136. Saša Argov (1914–2005), skladatel
137. Ohad Naharin (* 1952), tanečník a choreograf
138. Jona Wallach (1944–1985), básnířka
139. Zalman Šazar (1889–1974), prezident a spisovatel
140. Dan Ben Amoc (1924–1989), spisovatel, novinář, scenárista a herec
141. Dan Šilon (* 1940), novinář a hlasatel
142. Chajim Bar-Lev (1924–1994), náčelník Generálního štábu IOS a politik
143. Emil Habíbí (1922–1996), spisovatel a politik
144. Oded Machnes (* 1956), fotbalista
145. Mirjam Jalan-Šteklis (1900–1984), spisovatelka a básnířka
146. Ja'akov Hodorov (1927–2006), fotbalový brankář
147. Chajim Guri (* 1923), básník, romanopisec, novinář a dokumentární filmař
148. Efi Arazi (* 1937), průmyslník a podnikatel, zakladatel Scitex Corporation
149. Azriel Carlebach (1909–1956), novinář
150. Moše Šaret (1894–1965), politik a premiér
151. Orna Poratová (* 1924), herečka
152. Lea Rabinová (1928–2000), manželka premiéra Jicchaka Rabina
153. Jafa Jarkoni (1925-2012), zpěvačka
154. Dalia Ravikovič (1936–2005), básnířka a mírová aktivistka
155. Mirjam Ben-Porat (1918-), soudkyně a státní kontrolorka
156. Rivka Michaeli (1938-), herečka a hlasatelka
157. Aharon Appelfeld (1932-), romanopisec
158. Alon Abutbul (1965-), herec, hlasatel a filmový producent
159. Ja'ir Rosenblum (1944–1996), skladatel
160. Jig'al Mossinsohn (1917–1994), spisovatel a dramatik
161. Jiga'el Tumarkin (* 1933), malíř a sochař
162. Chana Rovina (1892–1980), herečka a původní „první dáma hebrejského divadla“
163. Eli Amir (* 1937), spisovatel
164. S. Jizhar (1916–2006), spisovatel a politik
165. Jiga'el Jadin (1917–1984), náčelník Generálního štábu IOS, politik a archeolog
166. Josi Vardi (* 1943), podnikatel
167. Lea Gottlieb (1918–2012), módní návrhářka
168. Sara Levi-Tanaj (1911–2005), choreografka
169. Pinchas Sapir (1906–1975), politik
170. Jevgenij Arje (* 1947), divadelní režisér
171. Alexander Penn (1906–1972), básník
172. Giora Spiegel (* 1947), fotbalista a manažer
173. Ja'akov Šabtaj (1934–1981), romanopisec, dramatik a překladatel
174. Jemima Avidar-Černovic (1909–1998), spisovatelka
175. Avraham Šlonsky (1900–1973), básník a redaktor
176. Menaše Kadišman (* 1932), sochař a malíř
177. Aharon Kacir (1914–1972), průkopník v oblasti elektrochemie biopolymerů
178. Amos Mansdorf (1965-), tenista
179. Rina Mor (1956-), modelka a Miss Universe
180. David Avidan (1934–1995), básník, malíř, filmař, publicista a dramatik
181. Jicchak Ben Cvi (1884–1963), izraelský prezident a historik
182. Pinchas Sade (1929–1994), spisovatel, básník a překladatel
183. Naomi Polani (1927–2024), zpěvačka, producentka a divadelní režisérka
184. Marcel Janco (1895–1984), malíř a architekt
185. Jehošua Sobol (* 1939), dramatik, spisovatel a režisér
186. Avigdor Stematsky (1908–1989), malíř
187. Moše Vilenski (1910–1997), skladatel
188. Nathan Zach (* 1930), básník
189. Hanna Zemer (1925–2003), novinář
190. Anna Ticho (1894–1980), malířka
191. Nisim Aloni (1926–1998), dramatik a překladatel
192. Ram Karmi (1931–2013), architekt
193. Jicchak Danciger (1916–1977), sochař
194. Jechezkel Streichman (1906–1993), malíř
195. Ja'akov Agam (* 1928), malíř
196. Josef Zaricki (1891–1985), malíř
197. Siona Šimši (* 1939), malířka a sochařka
198. Rina Sheinfeld (* 1938), tanečnice a choreografka
199. Noah Mozes (1912–1985), první redaktor deníku Jedi'ot achronot
200. Baruch Agadati (1895–1976), malíř, tanečník a filmový režisér